# Ludwig Binswanger

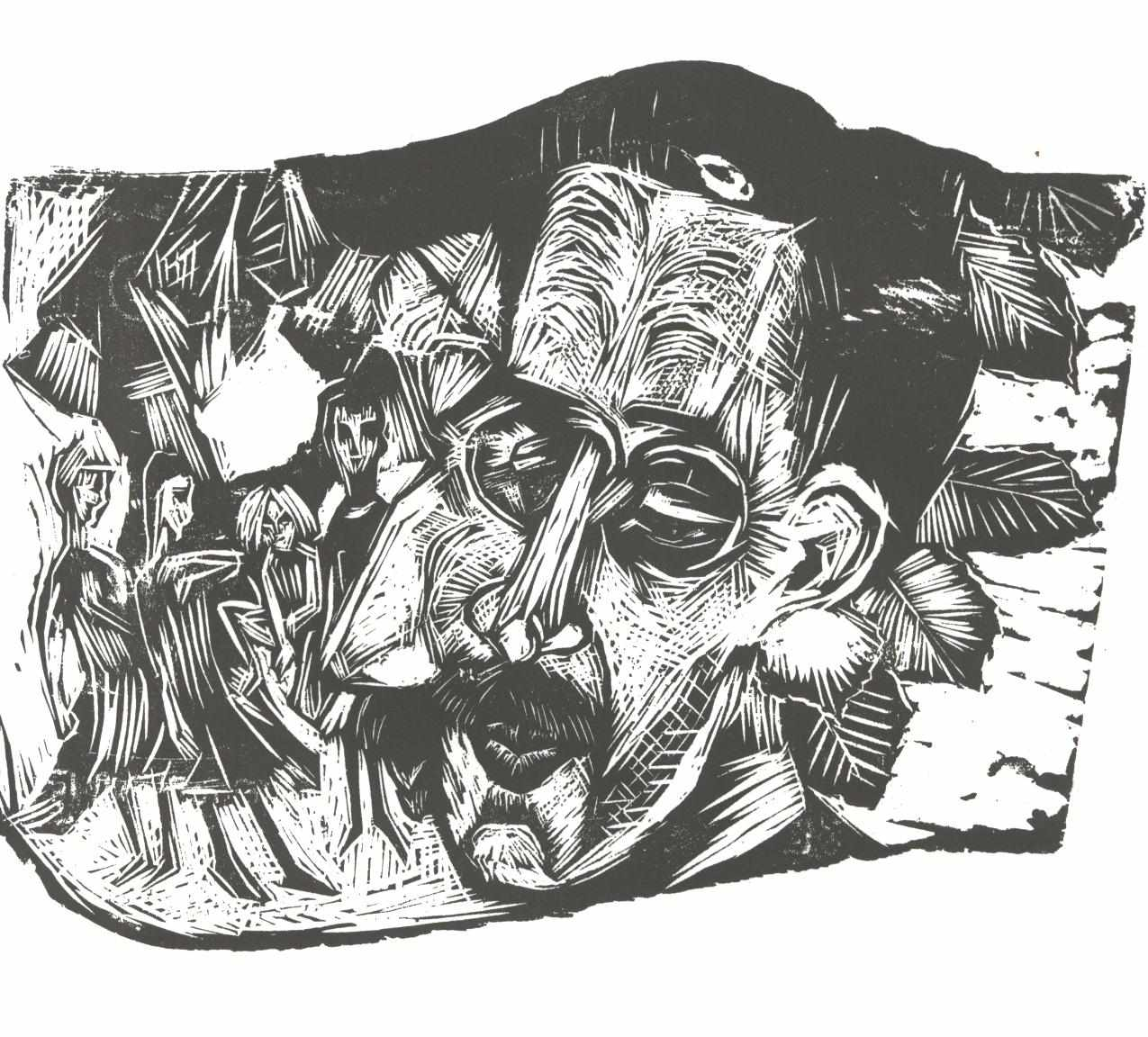
Porträt Ernst Ludwig Kirchners von Binswanger

Ludwig Binswanger (* 13. April 1881 in Kreuzlingen, Schweiz; † 5. Februar 1966 ebenda) war ein Schweizer Psychiater und Psychoanalytiker.
Er ist der wohl bekannteste Spross der weitverzweigten Schweizer Psychiaterfamilie Binswanger. Er gehörte schon früh zu den führenden geistigen Persönlichkeiten seines Landes und gilt als Begründer der Daseinsanalyse, einer Verbindung von Psychoanalyse und Existenzphilosophie, die vor allem nach dem Zweiten Weltkrieg eine bedeutende tiefenpsychologische Lehrmeinung darstellte.
Dadurch hat Ludwig Binswanger einen festen Platz in der Psychiatriegeschichte des 20. Jahrhunderts gefunden. Er leitete 45 Jahre lang das 1857 von seinem namensgleichen Grossvater gegründete Sanatorium Bellevue in Kreuzlingen, Kanton Thurgau, durch das er auch international bekannt wurde.

## Leben

### Tradition der Familie
Ludwig Binswanger war erster Sohn von Robert Binswanger, unter dessen Leitung das Sanatorium bereits europaweit an Ansehen gewonnen hatte. Der familiären Tradition entsprechend wuchs er in engem Kontakt mit den Patienten der Klinik auf, während in der Familie selbst ein weit darüber hinausgehendes reges Interesse für Philosophie, Geschichte, Literatur, Kunst und Musik herrschte.
Persönlich liess er sich vom Grundsatz seines Vaters leiten, keiner wissenschaftlichen «Schule» und keinerlei Dogma verhaftet zu sein, um offen und frei von weltanschaulichen und wissenschaftlichen Bindungen zu bleiben. Auch bei der Behandlung von Geisteskranken vertraten die Binswangers früh freiheitliche Ansichten, während sie auf der anderen Seite hohen Respekt und tiefes Verständnis für die Individualität der Kranken aufbrachten. So stand man im Bellevue Fortschritten in der Psychiatrie, namentlich der Psychoanalyse Freuds interessiert, aber kritisch prüfend gegenüber unter Wahrung eigenen Denkens und Urteilens.

### Schulbildung und Studium
Auf Brunnegg erhielt Ludwig Binswanger von seinem vierten Lebensjahr an Privatstunden, dann kam er in die Seminarübungsschule zu Lehrer Seiler. Die ersten Gymnasialjahre verbrachte er an der Kantonsschule Schaffhausen, später wechselte er ans Gymnasium in Konstanz – es war eine hervorragende Schule, die ihm die geistigen, im Besonderen die naturwissenschaftlichen Grundlagen seiner Bildung gab.
Ab dem Jahre 1900 begann seine medizinische Ausbildung; er studierte drei Semester in Lausanne, vier Semester in Zürich, anschliessend zwei Semester in Heidelberg, wo ihn die Professoren Erb und Bönhöffer besonders beeindruckten, danach wieder fünf Semester in Zürich.
1906 absolvierte er sein medizinisches Staatsexamen in Zürich. Nach seiner Promotion ging er für ein Assistentenjahr in die Zürcher Universitätsklinik «Burghölzli», die unter der Leitung von Eugen Bleuler stand. Der Oberarzt war Carl Gustav Jung, bei dem Binswanger seine Doktorarbeit Das psychogalvanische Reflexphänomen im Assoziationsexperiment verfasste. Durch C. G. Jung wurde Ludwig Binswanger auf die Psychoanalyse aufmerksam gemacht. Bleuler und Jung bemühten sich damals um die Übernahme der Psychoanalyse in die Psychiatrie.

### Freundschaft mit Sigmund Freud
Ludwig Binswanger setzte sich am Burghölzli sehr intensiv mit der Psychoanalyse Sigmund Freuds auseinander. Den frühesten Kontakt zu Freud verdankte er C. G. Jung. Sie arbeiteten an einer Analyse des Zusammenhangs von Vorstellungen und Affekten. Im Jahre 1907 reisten Binswanger und Jung zu Sigmund Freud nach Wien, um ihre Ergebnisse mit ihm zu diskutieren.
Zwischen dem 25 Jahre älteren Sigmund Freud und Ludwig Binswanger entstand eine lebenslange Freundschaft mit wachsender Vertrautheit. Ihr Briefwechsel von 1908 bis 1938 zeigt eine fesselnde Diskussion unterschiedlicher wissenschaftlicher Auffassungen. Freud bewunderte Binswangers Gelehrsamkeit, den Umfang seines geistigen Horizonts, seine Bescheidenheit und sein Taktgefühl.
Verschiedene Reisen nach Wien und ein Gegenbesuch Freuds in Kreuzlingen zu Pfingsten 1912 begründeten eine Freundschaft zwischen beiden, die bis zu Freuds Tod 1939 währte, obwohl sie im Bereich der Theorie grundsätzlich verschiedene Auffassungen vertraten.
Freud erhoffte sich von Binswanger schon bald eine doppelte Mittlerrolle zwischen der Psychoanalyse und den «Zürchern» (die Analytiker um Bleuler und Jung) einerseits und der klinischen Psychiatrie andererseits.
Doch eine (einzige) Gegenstimme Binswangers konnte 1914 den Austritt der «Zürcher» aus der Psychoanalytischen Vereinigung nicht verhindern. So trat Binswanger seinerseits demonstrativ der Wiener Gruppe bei und schrieb an Freud:

«Ich ziehe diese Gruppe vor, weil ich durch meinen Eintritt in dieselbe am ehesten meine Verehrung und Bewunderung für Sie und meine Anhänglichkeit dokumentieren zu können glaube.»

### Assistenzjahre und Übernahme des Bellevue
1907/1908 folgte ein weiteres Jahr als Assistenzarzt bei seinem Onkel Otto Binswanger an der Psychiatrischen Klinik in Jena. Nach einer Bildungsreise nach Paris, England und Schottland trat Ludwig Binswanger im Jahre 1908 bei seinem Vater im Bellevue als Assistenzarzt ein.
In demselben Jahr fand die Heirat mit Hertha Buchenberger, die er in Jena kennen gelernt hatte, statt. Sie war die Tochter des badischen Finanzministers; aus den engen Vorurteilen ihrer Zeit ausgebrochen, hatte sie den damals in den oberen Kreisen verachteten und verpönten Schwesternberuf ergriffen. Es war eine glückhafte Wahl, die Binswanger getroffen hatte; eine kultivierte, sprühlebendige, edle und noble Frau trat in seine Welt, die ihn zutiefst verstand, in selbstloser Weise den Kranken diente und ihn als treueste, verstehende Weggefährtin auf seiner oft nicht leichten Wanderschaft begleitete. Mit seiner Gemahlin hatte Ludwig Binswanger insgesamt sechs Kinder.
Bereits im Jahre 1911 übernahm der erst knapp dreissigjährige Ludwig die Anstaltsleitung des Bellevue, nach dem plötzlichen Tod seines Vaters. Sein Bruder Otto (1882–1968) war für die kaufmännisch-wirtschaftliche Sparte des Unternehmens verantwortlich.

### Leiter des Bellevue (1910–1956)
Ein Tag als Anstaltsleiter im Bellevue: Morgens um acht Uhr begann die ärztliche Konferenz, von neun Uhr bis mittags dauerten die ärztlichen Visiten; der Mittagstisch vereinigte die Ärzte, ihre Frauen und die Patienten, um drei Uhr nachmittags folgte die psychotherapeutische Tätigkeit, abends nach sieben Uhr versammelten sich die Ärzte und Patienten zum gemeinsamen Nachtessen, hernach sass man noch mit ihnen beisammen und konnte sich dann anschliessend der wissenschaftlichen Lektüre widmen. Am Freitagnachmittag zog Ludwig Binswanger sich auf Brunegg zurück, um sich gründlich auszuruhen von diesem strengen «Für-die-anderen-da-Sein»; der Samstag und der Sonntag gestattete die eigene wissenschaftliche Arbeit. Die Familie musste bei diesem Dienst zu kurz kommen, aber schon sein Grossvater hatte die Devise eingeführt: «Zuerst kommen die Kranken, dann kommt ihr!»
Im Jahre 1920 hielt er ein Referat am internationalen Haager Kongress für Psychoanalyse mit dem Titel «Psychoanalyse und klinische Psychiatrie». Zwei Jahre später erscheint Binswangers Hauptwerk der Frühphase, die Einführung in die Probleme der allgemeinen Psychologie.
In der Zwischenkriegszeit war Binswanger mit einer intensiven Vortragstätigkeit beschäftigt. So hielt er 1922 ein Referat «Über Phänomenologie» im Burghölzli, in dem er sich mit der Bedeutung der Phänomenologie Husserls für die Psychopathologie auseinandersetzte. In den 1920er Jahren trafen sich häufig Philosophen, Schriftsteller und Künstler im Bellevue.
Nach 10-jähriger Arbeit publizierte Ludwig Binswanger im Jahre 1922 sein Werk Einführung in die Probleme der allgemeinen Psychologie, welches er Ernst Bleuler und Sigmund Freud widmete.
Von 1925 bis 1928 war Ludwig Binswanger Präsident des Schweizer Vereins für Psychiatrie.
1936 hält Ludwig Binswanger anlässlich Freuds achtzigstem Geburtstag einen der Festvorträge in Wien mit dem Titel «Freuds Auffassung des Menschen im Lichte der Anthropologie», in welchem er Freuds Menschenbild einer fundierten Kritik unterzieht. Die Universität Basel verlieh ihm im Jahre 1941 die Ehrendoktorwürde.
Nur ein Jahr später, 1942, erschien Binswangers Hauptwerk Grundformen und Erkenntnis menschlichen Daseins. Darin begründete Binswanger seine eigene Anthropologie, die unter dem Namen «Daseinsanalyse» bekannt wurde.
Ab etwa Mitte der 1940er Jahre begann eine Freundschaft und die Zusammenarbeit mit dem Freiburger Philosophen Wilhelm Szilasi, durch den Binswanger auf Husserls Spätwerk aufmerksam wurde, das in den 1950er Jahren erscheint.
Im Jahre 1947 erschien der erste von zwei Sammelbänden Vorträge und Aufsätze, der zweite erschien 1955. 1956 trat Ludwig Binswanger von seinem Amt zurück und übergab die Klinikleitung seinem Sohn Wolfgang Binswanger.

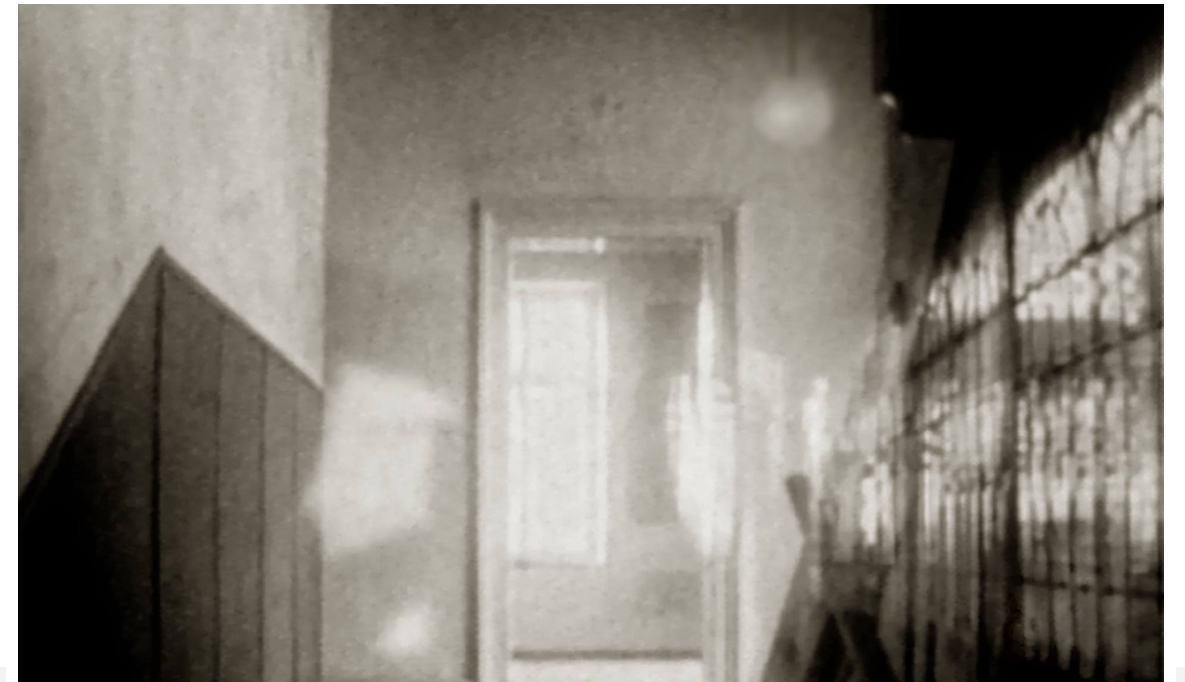
Sanatorium Bellevue (1989)

### Ab 1957 bis zu seinem Ableben
Ludwig Binswanger setzte auch nach seinem Rücktritt aus dem Bellevue seine Untersuchungen sowie seine schriftstellerischen Tätigkeiten noch lange fort. Er betrachtete seine Werke nicht als etwas Abgeschlossenes, Vollendetes: Alles ist immer im Werden begriffen. Jetzt im Alter konnte er sich dem Schreiben mit Musse widmen; damals musste es den wenigen Ferienwochen in Braunwald, auf dem vorarlbergischen Bödele, auf Schloss Wolfsberg und den kargen Wochenendstunden abgerungen werden; denn der ganze Tag gehörte den kranken Patienten.
Drei Formen missglückten Daseins. Verstiegenheit, Verschrobenheit, Manieriertheit schrieb Ludwig Binswanger im Jahre 1956. Dieses Werk setzte psychiatrisch-tiefenpsychologisches Denken mit kunstgeschichtlicher Betrachtungsweise in Beziehung. Demnach hat neurotisches und schizophrenes Erleben viele Entsprechungen in der Kultur- und Geistesgeschichte: Der seelisch kranke Mensch «erfindet» seine Krankheit nicht selbst, sondern er nimmt vieles aus der ihn umgebenden Kultur auf.
1957 erschienen die Schizophreniestudien im Buch Schizophrenie, ebenso der Sammelband Der Mensch in der Psychiatrie. Eine der seltenen Auszeichnungen für hervorragende wissenschaftliche Leistungen, die Kraepelin-Medaille, wurde Ludwig Binswanger 1957 verliehen.
Zwei Jahre später wurde ihm durch die Universität Freiburg im Breisgau die Ehrendoktorwürde verliehen. 1960 erschien das Buch Melancholie und Manie, beeinflusst durch Husserls und Szilasis Philosophie. Binswanger wendete sich darin dem transzendentalphänomenologischen Denken zu. Ludwig Binswanger wurde im Jahre 1961 Ehrensenator der Schweizerischen Akademie der medizinischen Wissenschaften in Basel. Im Buch Wahn, welches 1965 erschien, befasste er sich mit dem Wahn-Problem aus phänomenologischer und daseinsanalytischer Sicht.
Ludwig Binswangers Nachlass befindet sich im Binswanger-Archiv der Universität Tübingen.

## Binswangers Denken
Ludwig Binswanger war in erster Linie Wissenschaftler, mehr Forscher als Therapeut, während er sich für die Arbeit in der Klinik auf die Mitarbeit ausgezeichneter Assistenzärzte verlassen konnte. Das bot Ludwig Binswanger die Möglichkeit zu ausgedehnten persönlichen und wissenschaftlichen Kontakten mit vielen der namhaftesten Denker seiner Zeit.
Die Möglichkeit einer akademischen Karriere schlug Ludwig Binswanger aus. Als Arzt blieb er stets in engstem Kontakt mit der psychiatrischen Empirie. Oberste Maxime war für ihn, der anschaulichen Wirklichkeit kranker Menschen methodisch gerecht zu werden. So waren ihm die philosophischen und wissenschaftlichen Strömungen seiner Zeit in erster Linie Instrumente zur Verfeinerung der ärztlichen Empirie.
Binswanger wies jede Dogmenbildung zurück. Seine Rezeption der Psychoanalyse war eine kritische, und in der zunehmenden Tendenz zur Systembildung in der Phänomenologie Husserls und Heideggers sah er rasch die wachsende Gefahr ihrer wissenschaftlichen Sterilität.

## Orientierung an Husserl und Heidegger
Auf der Suche nach einem besseren Verständnis für die Rätselhaftigkeit von Psychose und Neurose stiess er auf die Phänomenologie Edmund Husserls. Diese Lehre von den Erscheinungen dient der Bedeutungs- und Sinnforschung. Phänomen ist gleichzusetzen mit Sinn und Gehalt der Erlebnisweise der jeweiligen Person. Sinnverleihende und sinnerfüllte Akte und ihre Gegenstandsbereiche machen den Menschen zum Menschen. Die wahrgenommenen Phänomene bleiben sowohl Ausgangspunkt als auch Endpunkt der wissenschaftlichen Betrachtung.
Hier trennt sich die Auffassung Binswangers prinzipiell von Freud, die Psychoanalyse erforscht tiefenpsychologisch hinter der «Fassade» das Unbewusste. Letztendlich erwies sich Husserls Denkrahmen für Binswanger als zu eng.
Nach einer ersten, von der neukantianischen Wissenschaftstheorie inspirierten Schaffensphase begann Ludwig Binswanger mit Erscheinen von Martin Heideggers Werk Sein und Zeit im Jahre 1927 den Menschen von seiner Weltlichkeit her zu verstehen. Das neue Denken über den Menschen und die Dinge revolutionierte damals die Philosophie.
Binswanger war bemüht, die Beziehungen zwischen Naturwissenschaft und Philosophie zu verdeutlichen, um Grenzverwechslungen und wechselseitige Grenzüberschreitungen zu vermeiden.

## DasBellevuein Kreuzlingen
Das «Asyl Bellevue», ein Sanatorium für Nerven- und Geisteskranke, wurde von Ludwig Binswangers Grossvater (Ludwig Binswanger d. Ä.) eröffnet. Er wurde 1820 im bayerischen Osterberg geboren und gehörte zur psychiatrischen Avantgarde seiner Zeit.
Im Januar 1857 erwarb er die Liegenschaft Bellevue in Kreuzlingen am Bodensee. Dort gründete er ein privates Asyl für Geisteskranke, in dem er eine Art Kombination offener Anstaltsbehandlung bei gleichzeitigem Einbezug der Kranken in das Familienleben des Anstaltsleiters praktizierte. Ludwig Binswanger I und seine Familie lebten in einer «therapeutischen Gemeinschaft» mit den Patienten.
Das Privatasyl entwickelte sich sehr erfolgreich und wurde rasch über die Landesgrenzen hinaus bekannt. Der Krankenbestand wuchs von anfänglich 15 Patienten auf 40 bis ins Jahr 1879.
Die Klientel des Sanatoriums stammte aus der reichen, intellektuell, künstlerisch interessierten europäischen Oberschicht.
Nach dem Tod von Ludwig Binswanger d. Ä. im Jahre 1880 übernahm sein ältester Sohn, Robert Binswanger, die Leitung des Asyls. Er baute das Sanatorium zu einer (kombinierten) «Curanstalt für Nerven- und Gemütskranke» aus. Das erforderte eine grössere räumliche Trennung der Patienten nach den Graden und Formen ihrer Krankheit. Das Bellevue wuchs zu einem ganzen Ensemble von Häusern und Villen, entsprechend diesem ärztlichen Anspruch nach grösstmöglicher Individualisierung. Besonders geachtet wurde auf den vornehmen – zurückhaltenden Charakter der Anstalt, denn die Klientel bildeten zu einem grossen Teil russische, deutsche und italienische Adelige (die allerdings auch gegen ihren Willen hier «versorgt» wurden). So wirbt ein Prospekt aus dem Jahre 1903 für das Bellevue:

«Die Villen sind durchwegs den Anforderungen höherer Stände entsprechend eingerichtet mit elektrischer Beleuchtung und Centralheizung. Um individuellen Ansprüchen zu genügen, variieren (…) die einzelnen Wohnungen in bezug auf Grösse und Eleganz der Einrichtung.»

Unter Robert Binswanger stieg die Zahl der aufgenommenen Patienten auf 80. Die angewendeten Therapie-Methoden entsprachen immer dem neuesten Stand. Die Gestaltung der Anstalt mit einer Fülle stilvoll gepflegter Gebäude, eingebettet in eine weiträumige Parklandschaft, gestattete ebenfalls ein günstiges therapeutisches Milieu.
Ab dem Jahre 1908 war Ludwig Binswanger (II) Mitarbeiter in der väterlichen Kuranstalt, die er ab 1910 nach dem Tod seines Vaters als deren Leiter zu einer modernen psychiatrischen Privatklinik ausbaute.
Die mit diesem Generationswechsel einsetzende klinische Epoche des Bellevue war geprägt vom wissenschaftlichen Geist des jungen Binswangers. Während viele Errungenschaften aus der Zeit des Asyls und der Kuranstalt, wie etwa der enge Kontakt der Patienten zur Arztfamilie und die individualisierende Behandlungsweise, beibehalten wurden, war die Übernahme der Psychoanalyse für den neuen Leiter die oberste und verantwortungsvollste Entscheidung. Der Name «Nervenklinik» verpflichtete in den Augen Binswangers zu einer wirklichen Psychotherapie, die es nach sorgfältig zu bestimmenden Indikationsstellungen durchzuführen galt.
Zudem erlaubten jetzt nach und nach neue Behandlungsmöglichkeiten die Aufnahme sämtlicher Psychoseformen, auch die von Robert Binswanger noch als zu gefährlich eingeschätzten schweren «Paranoiker». Im Wesentlichen blieb Binswanger der vom Vater übernommenen therapeutischen Grundhaltung treu, keine Therapieformen anzuwenden, die den Willen des Patienten brechen.
Während der Kriegszeit und in der Nachkriegszeit gab es wegen der grenznahen Lage zu Deutschland grosse Schwierigkeiten für die Anstalt.
Den medizinischen Bereich des Sanatoriums leitete Ludwig Binswanger bis zum Jahre 1957, den ökonomischen Teil bis 1947 sein Bruder Otto und von 1947 bis 1957 sein Neffe Werner. Ludwig Binswangers Sohn, Wolfgang Binswanger, war von 1957 bis 1979 Chefarzt der Klinik.
1956, ein Jahr vor dem hundertjährigen Jubiläum des Bellevue vollzog sich der Wechsel zur vierten Generation. 1980 musste die Klinik aus ökonomischen Gründen geschlossen werden, und 1986 wurde der gesamte Gebäudekomplex verkauft.
Durch vielfältige Kontakte von Ludwig wurde das Bellevue zu einem Zentrum europäischen Geisteslebens. Davon zeugt die umfangreiche Korrespondenz Binswangers ebenso wie das Kreuzlinger Gästebuch, das Künstler und Wissenschaftler von europäischem Rang verzeichnet: Sigmund Freud, Edmund Husserl, Max Scheler, Martin Heidegger, Karl Löwith, Leopold Ziegler, Martin Buber, Werner Bergengruen, Leonhard Frank, Rudolf Alexander Schröder, Edwin Fischer, Henry van de Velde, Aby Warburg, Julius Schaxel, Kurt Goldstein, Wilhelm Furtwängler und Emil Staiger und andere Persönlichkeiten haben Binswanger in Kreuzlingen besucht.
Auch zu den Patienten im Bellevue zählten illustre Namen: Alice von Battenberg (Mutter von Philip, Duke of Edinburgh, Prinzgemahl von Elisabeth II., Königin von Grossbritannien) und der russische Tänzer Vaslav Nijinsky gehörten ebenso dazu wie der Schauspieler Gustaf Gründgens, der Kunsthistoriker Aby Warburg, der Psychologe Karl Duncker oder Ernst Ludwig Kirchner, der in Kreuzlingen 22 Holzschnitte schuf, die heute von einigen Experten zu seinen wichtigsten Werken gerechnet werden.

## Daseinsanalyse

### Von der Psychoanalyse zur Daseinsanalyse
Ludwig Binswanger war von der Psychoanalyse begeistert. Auf Grund seiner psychopathologischen und psychiatrisch-klinischen Kenntnisse, Folgerungen und Entscheidungen gab er sich jedoch mit den Begrenzungen, die die Psychoanalyse hat, nicht zufrieden. Die Rahmenbedingungen seiner fern von dem Universitätswissenschaftsbetrieb peripher gelegenen Klinik erlaubten ihm, im Kontext der jeweiligen Anwendung von konkret erforderlichen Erfahrungen und Fertigkeiten eigene Erkenntnisgewinnung. Die psychoanalytische Behandlungsmethode blieb ihm zwar ein unentbehrliches Werkzeug, doch distanzierte er sich von den theoretischen Schlussfolgerungen.
In einer verschränkenden Arbeitsweise versuchte Ludwig Binswanger Wissen von zweierlei Herkunft, psychoanalytisches und philosophisches, zu einer neuen Theorie zu verbinden. Theorie ist bei ihm nicht wie bei den Naturwissenschaften eine Konstruktion zum Zwecke der Erklärung eines Geschehens. Theorie wird für ihn ein aus dem Sinn und Gehalt von bestimmten Erlebnisweisen entnommener methodischer Leitfaden für das wissenschaftliche Verständnis dieser Erlebnisse.
Zuerst benannte Ludwig Binswanger seine Forschungsrichtung «phänomenologische Anthropologie». Erst im Jahre 1941 nannte er sie Daseinsanalyse, sie soll die Psychoanalyse nicht verdrängen, handelt es sich doch um zwei völlig verschiedene Denkweisen. Das psychoanalytische Grundanliegen wurde sogar durch die Daseinsanalyse wesentlich gefördert und hat eine wichtige Nähe zur Wirklichkeit des Lebens hinzugewonnen.
Schritt für Schritt wies der Begründer der Daseinsanalyse nach, wo und wie die naturwissenschaftliche Denkweise im Bereich des menschlichen Verhaltens zu kurz greift und das spezifisch Menschliche des menschlichen Existierens verpasst. Dabei stützte er sich zu einem Hauptteil auf Heideggers Dekonstruktion der Grundidee von Descartes, die zur Subjekt-Objekt-Spaltung der Welt geführt hatte, welche Binswanger das «Krebsübel» der Wissenschaft nannte.
Programmatisch für die Daseinsanalyse verwendet Ludwig Binswanger Georg Wilhelm Friedrich Hegels Satz: «Die Individualität ist, was ihre Welt als die ihrige ist». Er begründete keine Schulrichtung, sondern integrierte phänomenologische, psychoanalytische und psychiatrische Gesichtspunkte in einer Anthropologie.

### Daseinsanalyse in der klinischen Anwendung
Die Daseinsanalyse ist eine systematisch geübte Methode, bei der sich Arzt und Patient auf einer gemeinsamen Ebene befinden. Es ist die Ebene des Zwiegesprächs über die Struktur der Gesamtwelt des betroffenen Menschen, in welcher das Symptom zu einem Strukturglied seines Daseins wird.
Der Kranke soll zu Wort gebracht werden, und zwar er selbst, es geht nicht um die Worte über ihn. Die Ausdrucksweise ist der eigentliche Leitfaden. Es geht um das unbedingte Ernstnehmen der sprachlichen Äusserung, denn nur darüber kann sich der Arzt eine erhöhte Klarheit über das verschaffen, was es am Kranken wahrzunehmen gibt. Diese spezielle Kommunikation Arzt und Kranker zeigt an, was in Wirklichkeit ist und was somit zur Grundlage ärztlichen Handels werden soll. Über diese Beziehungsform ist der Daseinsanalyse die therapeutische Wirksamkeit gewissermassen in den Schoss gefallen.
Der Begründer der Daseinsanalyse geht von der Notwendigkeit einer Schicksalsverbundenheit hinsichtlich des rein mitmenschlichen Verhältnisses im Sinne des echten Miteinanders aus. Der Arzt hat eine Abwandlung der Daseinsverfassung ins Auge zu fassen, diese Ordnung des Daseins des einzelnen bestimmten Menschen in seiner individuellen Eigenart. Das kann er nur, wenn er den medizinisch erlernten objektiven Beobachtungsstandpunkt aufgibt, um in ganz besonderer Offenheit am Dasein des anderen teilnehmen zu können. Im verstehenden Miterleben, Mitvollziehen erfährt er das Wesentliche vom Patienten. Es gelingt ihm, die «innere Lebensgeschichte» des Patienten in Erfahrung zu bringen.
Ziel der Daseinsanalyse wird es immer sein, der Struktur des jeweiligen Daseins zu ihrer reichsten Entfaltung zu verhelfen.

## Hauptwerk I:Einführung in die Probleme der allgemeinen Psychologie
Sigmund Freud begegnet philosophischen Spekulationen eher ablehnend und überprüft Vorannahmen seiner Grundbegriffe nicht im Detail – für Ludwig Binswanger ergeben sich dabei Widersprüche: Teilweise beschreibt Freud die menschliche Seele wie ein Naturding, dann wieder wie ein Subjekt. Wenn der Mensch wesensmässig Person und ICH ist, wird ihm die Analyse als Triebwesen und Libido-Maschine nicht gerecht. So konfrontiert Binswanger in seinem ersten Hauptwerk, das er 1922 schrieb, die Psychoanalyse mit der Idee der menschlichen Personalität. Ist eine naturwissenschaftliche Darstellung des Psychischen überhaupt möglich, wünschenswert und praktisch nützlich?
Philosophen wie Henri Bergson und Wilhelm Dilthey zeigen eindrücklich, dass jede Seelenmechanik zum Scheitern verurteilt ist. Im Anschluss an diese wendet Binswanger sich gegen den Versuch, Seelisches kausal zu erklären, das heisst es in das Schema von Ursache und Wirkung zu zwängen, was sich in den Naturwissenschaften zweifellos bewährt hat.
Wenn die menschliche Persönlichkeit im Rahmen ihrer vielen Bedingungen frei und schöpferisch ist, muss man sich ihr verstehend nähern, ein Hilfsmittel, das seit Dilthey dem «Nachvollziehen von Sinngebilden» vorbehalten bleibt. Zwar kommen Binswanger zufolge Psychologie und Psychoanalyse nicht ohne den Begriff der Person aus, doch ist die Person nicht als «isoliertes Ich» zu verstehen, sondern sie lebt in ihren «ICH-DU-Beziehungen» und indem sie an den überpersönlichen «Wesenheiten der Kultur» teilhat. Deshalb muss jede psychologische Forschung in Kultur- und Geisteswissenschaften verankert sein.

## Hauptwerk II:Grundformen und Erkenntnis menschlichen Daseins
Als Frucht seiner Beschäftigung mit der philosophisch-literarischen Tradition des Abendlandes legt Ludwig Binswanger 1942 sein zweites Hauptwerk vor: Er analysiert die Formen der Gemeinschaft: Liebe, Eros, Freundschaft. Auf Grund dieser Analyse entwickelt er die möglichen Grundformen des Daseins (Liebe, Existenz, Umgang). Dabei erweitert er Heideggers existenzial-ontologischen Existenzbegriff durch die nur sozial-ontologisch zu verstehenden Grundformen der Liebe und des Umgangs (mit sich selbst oder mit anderen).
Von diesem Ansatz her leitet Binswanger das Wesen der Daseinserkenntnis in Form eines Grundrisses des psychologischen Erkennens überhaupt ab. Im Ergebnis stellte er die Möglichkeit in Frage, von einer vergegenständlichenden Analyse menschlicher Verhaltensweisen und Funktionen zur Wirklichkeit des Menschen vorzudringen. Ludwig Binswangers Begriff der Daseinserkenntnis impliziert demgegenüber eine psychologische Methodologie, die von einem Subjekt ausgeht, das im psychologischen Erkennen immer sowohl die Subjektivität des Erkannten sowie die Subjektivität des Erkennenden miteinschliesst. Phänomenologisch neutralisiert Binswanger auf diese Weise die traditionelle Subjekt-Objekt-Spaltung. Das sozial-ontologische Ergebnis dieses Ansatzes ist die Definition: «Psychologie ist die Wissenschaft von dem Frage-Antwort-Spiel des Daseins mit sich selbst.»
Die besondere Bedeutung von Binswangers Werk liegt vor allem darin, dass es geisteswissenschaftliche Positionen auf die vorwiegend somatisch orientierte klinische Psychiatrie überträgt und umgekehrt empirisch korrigierend wirkt auf methodologische Verabsolutierungen in der phänomenologischen Philosophie sowie in der akademischen Psychologie.

## Auszeichnungen
- 1956 Goldene Kraepelin-Medaille

## Werke
Die meisten Arbeiten von Ludwig Binswanger sind Vorträge und kurze Beiträge in Fachzeitschriften.
Weil Binswanger ähnlich schwierig schreibt wie Husserl oder Heidegger, sind seine Werke nur schwer in andere Sprachen übersetzbar, doch nach dem Zweiten Weltkrieg wurden sie zunehmend auch in den USA verbreitet.
- Über das Verhalten des psychogalvanischen Phänomens beim Assoziationsexperiment. Diagnostische Assoziationsstudien. 1907
- Über Entstehung und Verhütung geistiger Störungen. 1910
- Einführung in die Probleme der allgemeinen Psychologie. Berlin. 1922
- Wandlungen in der Auffassung und Deutung des Traumes. Berlin 1928 – Buchtitel
- Traum und Existenz. 1930
- Zur Geschichte der Heilanstalt Bellevue. Kreuzlingen 1857–1932
- Über Ideenflucht. Zürich 1933
- Freuds Auffassung des Menschen im Lichte der Anthropologie. Erweiterter Festvortrag gehalten zur Feier des 80. Geburtstags von Sigmund Freud im Akad. Verein für medizin. Psychologie. Wien 1936
- Grundformen und Erkenntnis menschlichen Daseins. Zürich 1942
- Über Sprache und Denken. Basel 1946
- Ausgewählte Aufsätze und Vorträge, Bd. 1: Zur phänomenologischen Anthropologie. Bern 1947
- Henrik Ibsen und das Problem der Selbstrealisation in der Kunst. Heidelberg 1949
- Die Bedeutung der Daseinsanalytik Martin Heideggers für das Selbstverständnis der Psychiatrie. 1949
- Über Martin Heidegger und die Psychiatrie. Festschrift zur Feier des 350jährigen Bestehens des Heinrich-Suso-Gymnasium zu Konstanz 1954
- Ausgewählte Vorträge und Aufsätze, Bd. II: Zur Problematik der psychiatrischen Forschung und zum Problem der Psychiatrie. Bern 1955
- Erinnerungen an Sigmund Freud. Bern 1956
- Drei Formen missglückten Daseins. Verstiegenheit, Verschrobenheit, Manieriertheit. Tübingen 1956
- Schizophrenie. Pfullingen 1957
- Der Mensch in der Psychiatrie. Pfullingen 1957
- Melancholie und Manie. Phänomenologische Studien. Pfullingen 1960
- Geleitwort zu Hans Häfners «Psychopathien». Monographien aus dem Gesamtgebiet der Neurologie und Psychiatrie. Berlin 1961
- Der Musische Mensch. Vorwort zu «Musische Erziehung». Amriswil 1962
- Wahn. Beiträge zu seiner phänomenologischen und daseinsanalytischen Erforschung. Pfullingen. 1965
- Traum und Existenz. Einleitung von Michel Foucault. Verlag Gachnang & Springer, Bern / Berlin 1992, ISBN 978-3-906127-31-6.
- Aby Warburg: La guarigione infinita. Storia clinica di Aby Warburg. A cura di Davide Stimilli. Vicenza 2005 (auf Deutsch:  Die unendliche Heilung. Aby Warburgs Krankengeschichte, diaphanes, Zürich/Berlin 2007).

### Werkausgabe
- Ausgewählte Werke in 4 Bänden. Roland Asanger, Heidelberg 1992–1994
  - Band 1: Formen missglückten Daseins, hrsg. v. Max Herzog, 1992, ISBN 3-89334-206-0
  - Band 2: Grundformen und Erkenntnis menschlichen Daseins, hrsg. v. Max Herzog und Hans-Jürg Braun, 1993, ISBN 3-89334-203-6 bzw. ISBN 3-89334-207-9
  - Band 3: Vorträge und Aufsätze, hrsg. v. Max Herzog, 1994, ISBN 3-89334-204-4 bzw. ISBN 3-89334-208-7
  - Band 4: Der Mensch in der Psychiatrie, hrsg. v. Alice Holzhey-Kunz, 1994, ISBN 3-89334-205-2 bzw. ISBN 3-89334-209-5